# Gran Premio d'Olanda 2021
Il Gran Premio d'Olanda 2021 è stata la tredicesima prova della stagione 2021 del campionato mondiale di Formula 1. La gara si è corsa domenica 5 settembre sul circuito di Zandvoort della località omonima, nei Paesi Bassi, ed è stata vinta dall'olandese Max Verstappen su Red Bull Racing-Honda, al diciassettesimo successo in carriera; Verstappen ha preceduto i due piloti della Mercedes, il britannico Lewis Hamilton e il finlandese Valtteri Bottas.

## Vigilia

### Sviluppi futuri
Il pilota finlandese dell'Alfa Romeo Racing, Kimi Räikkönen, annuncia il ritiro al termine della stagione. Räikkönen ha debuttato in Formula 1 nel 2001 alla guida dell'ex team Sauber. Dal 2002 al 2006 ha corso per la McLaren, prima di passare alla Ferrari dal 2007 al 2009. Dopo due anni di assenza, guida per l'ex team Lotus dal 2012 al 2013. Fa ritorno alla Ferrari nel 2014 con cui resta fino al campionato 2018, prima di approdare nell'attuale scuderia. Nel corso della sua carriera, ha disputato 341 Gran Premi (record assoluto), vincendone 21 e conquistando il campionato piloti nella stagione 2007 con la scuderia di Maranello, oltre a stabilire, in 19 stagioni (altro record), 103 podi, 18 pole position e 46 giri veloci.
Gli organizzatori del Gran Premio di Miami, il quale debutterà nella seconda parte di stagione del campionato 2022, con un contratto della durata di dieci anni, rivelano il nome del circuito dove avrà sede la gara. Situato nel complesso Hard Rock Stadium di Miami Gardens, in Florida, lungo 5 410 km, composto da 19 curve, 7 a destra e 12 a sinistra, con tre potenziali zone DRS, una velocità massima stimata di 320 km/h, e da percorrere in senso antiorario, esso sarà chiamato Miami International Autodrome.

### Aspetti tecnici
Per questa gara la Pirelli, fornitrice unica degli pneumatici, porta gomme di mescola C1, C2 e C3, le più dure della gamma tra quelle disponibili. Secondo il fornitore italiano, per via delle curve molto impegnative, come la curva 3 (Hugenholtz) e la curva 14 (Arie Luyenduk), che hanno una pendenza di circa 19 gradi, e per la mancanza di dati significativi a cui fare riferimento, le mescole più dure risultano la scelta più adatta.
Il circuito di Zandvoort, nel corso degli anni recenti, è stato oggetto di una profonda rinnovazione, mantenendo però le marcate variazioni altimetriche che caratterizzano la curva 3 (Hugenholtz) e la curva 14 (Arie Luyenduk), che immette sul rettilineo principale. Il tracciato, completamente riasfaltato e che ha visto la modifica di alcune curve, insieme all'allargamento della carreggiata, presenta adesso una lunghezza di 4259 km e si snoda attraverso 14 curve, 10 a destra e 4 a sinistra. Il primo intermedio del circuito è posizionato 110 metri prima della curva 7 (Scheivlak), il secondo 150 metri prima della curva 11 (Hans Ernst), mentre il terzo coincide con la linea del traguardo del rettilineo principale di partenza. Lo speed trap, ovvero il punto in cui viene rilevata la velocità massima, è posizionato 95 metri prima della curva 1 (Tarzan). La velocità massima dentro la corsia dei box è stabilita a 60 km/h. La distanza di gara prevista è di 72 giri, pari a 306587 km.
La Federazione stabilisce due zone dove può essere attivato il DRS: la prima zona è stabilita sul rettilineo principale, con punto per la determinazione del distacco tra piloti posto prima della curva 13 (Kumho); per questioni legate alla sicurezza, la FIA non ha stabilito l'inizio della prima zona DRS sulla parabolica dell'ultima curva (Arie Luyenduk), ma all'imbocco del rettilineo principale. La seconda zona è stabilita tra la curva 10 e la curva 11 (Hans Ernst), con detection point fissato all'entrata della curva 10. Al termine della prima sessione di prove libere del venerdì, la FIA non permette lo spostamento della prima zona DRS sulla parabolica della curva 14 (Arie Luyenduk), tale da consentire l'apertura del dispositivo mobile in anticipo, dopo le richieste di alcuni piloti, al fine di favorire i sorpassi.
La Federazione raccomanda ai piloti che in caso di mancata percorrenza della curva 1 (Tarzan), della curva 8 (Master) e della curva 11 (Hans Ernst), di usare la via di fuga posta all'esterno di esse in modo da rientrare in traiettoria in condizioni di sicurezza.
La McLaren comunica che la power unit sulla vettura di Lando Norris, protagonista di un incidente nel precedente Gran Premio del Belgio durante le qualifiche, può essere salvata. La casa britannica aveva deciso di sostituire la terza unità con la seconda, a scopo puramente precauzionale.
Prima dell'inizio della prima sessione di prove libere del venerdì sulle vetture di Kimi Räikkönen, Antonio Giovinazzi, Nikita Mazepin e Mick Schumacher vengono installate le terze unità relative al motore a combustione interna, al turbocompressore e all'MGU-H. Sulle vetture del duo della Haas vengono anche sostituiti gli impianti di scarico, montando la quinta unità, così come sulle vetture di Lando Norris e Sebastian Vettel, dove viene installata la quarta unità, e sulla vettura di Carlos Sainz Jr., dove viene installata la sesta unità. Tutti i piloti non sono penalizzati sulla griglia di partenza in quanto tutti i nuovi componenti installati rientrano tra quelli sostituibili entro il numero massimo prestabilito.

### Aspetti sportivi
Il Gran Premio d'Olanda torna a fare parte del calendario di Formula 1 e quindi a essere quale prova valida per il calendario mondiale per la trentunesima edizione, a distanza di 36 anni dall'ultima edizione, sempre sul circuito di Zandvoort, ma su una diversa configurazione. Il ritorno del Gran Premio era già stato programmato durante la stagione 2020, all'inizio del mese di maggio. Nel 2019, infatti, fu ufficialmente reinserito nel calendario con una convalida di tre anni, ma successivamente posticipato in questa stagione, a causa della pandemia di COVID-19.
La gara si tiene sul circuito di Zandvoort, il quale negli anni passati e su diverse configurazioni, è sempre stato l'unica sede del Gran Premio d'Olanda di Formula 1 e per altre serie automobilistiche. Si è corso su questo tracciato nel 1952, nel 1953, nel 1955, dal 1958 al 1971, e infine dal 1973 al 1985. Il circuito è stato sede anche di due prove non valide per il mondiale, nell'edizione inaugurale del campionato mondiale di Formula 1, nel 1950, e nel 1951. Altre due edizioni, sulla stessa pista, nel 1948 e nel 1949, furono corse sotto la denominazione di Gran Premio di Zandvoort.
La Federazione ha collocato il Gran Premio in calendario all'inizio del mese di settembre, tra i Gran Premi del Belgio e d'Italia, stabilendo la disputa di tre gare in tre weekend di fila, come già successo una volta nel campionato 2018, per tre volte nella stagione 2020 e anche in questa stagione tra il Gran Premio di Francia e il Gran Premio d'Austria, quando il calendario è stato rivisitato a seguito della posticipazione del Gran Premio di Turchia, a causa delle restrizioni imposte dal Regno Unito ai viaggiatori provenienti dal Paese per via delle problematiche dettate dalla pandemia di COVID-19, inizialmente aggiunto al calendario con l'obiettivo di sostituire il Gran Premio del Canada precedentemente annullato. L'ultima edizione fu corsa alla fine del mese di agosto.
La gara olandese prevede la possibilità, per i tifosi, di assistere all'evento, come già accaduto per la maggioranza dei Gran Premi corsi nella parte centrale del campionato, in Europa. Alla vigilia del precedente Gran Premio del Belgio, gli organizzatori hanno però stabilito che l'evento non si disputa con la capienza massima consentita che avrebbe ospitato 100 000 spettatori il giorno della gara, ma che essa viene ridotta al 67%. Il governo olandese, infatti, ha stabilito che a causa della pandemia di COVID-19 gli eventi non possono prevedere più del 67% della capienza del luogo che ospita la manifestazione in questione. Il Ministero della difesa, presieduto da Ank Bijleveld, decide di annullare il tradizionale spettacolo aereo il giorno della gara, per questioni legate al budget.
Dopo quanto successo nel precedente Gran Premio del Belgio, segnato da avverse condizioni meteorologiche che hanno portato alla posticipazione di oltre tre ore la partenza della gara, contrassegnata da un solo giro completato dietro la safety car al fine di assegnare il punteggio dimezzato e che ha stabilito quindi il Gran Premio di Formula 1 più corto della storia della massima categoria, la Federazione annuncia di ritenersi pronta nel considerare un cambio regolamentare, con l'intento di rivisitare le regole attuali e per fare in modo che quanto successo non accada più. Il direttore di gara, Michael Masi, annuncia che in occasione della prossima riunione della F1 Commission in programma il 5 ottobre saranno valutati, con le dieci squadre, tutti gli aspetti necessari.
Il costruttore motoristico giapponese Honda presenta una domanda alla Federazione con la richiesta di attuare una modifica al regolamento, inerente alla possibilità di potere sostituire singole parti danneggiate di un motore, al fine di raggiungere un accordo secondo il quale le parti gestite dalla Federazione possano essere rimpiazzate senza incorrere in alcuna penalità. Il riferimento è basato sulla power unit montata dal pilota della Red Bull Racing, Max Verstappen, che in occasione del Gran Premio di Gran Bretagna, gara in cui l'olandese urtò le barriere ad altissima velocità in seguito a un contatto con la Mercedes del campione del mondo Lewis Hamilton nelle fasi iniziali della gara.
Grazie alla cancellazione, per il secondo anno consecutivo, del Gran Premio del Giappone, originariamente in programma il 10 ottobre, a causa delle problematiche dettate dalla pandemia di COVID-19, la Formula 1 permette alle squadre di recuperare un bonus di 1,2 milioni di dollari sulla cifra limite di spesa fissata dal budget cap. Il limite di 145 milioni di dollari era stato fissato tenendo conto di 21 Gran Premi a stagione. Con il calendario originariamente previsto con 23 appuntamenti, il limite di spesa era salito a 147,4 milioni di dollari. Grazie a una clausola regolamentare i team possono mantenere questa cifra anche se c'è stato l'annullamento della gara nipponica.
La Red Bull Racing presenta un reclamo alla FIA contro la Mercedes. La scuderia di Milton Keynes ritiene che il team di Brackley, nelle ultime gare, sia riuscito a ottenere più cavalli in fase di accelerazione attraverso il raffreddamento dell'aria. Secondo l’articolo 5.6.8 del regolamento tecnico la temperatura dell’aria nel plenum deve essere superiore di almeno 10 °C rispetto alla temperatura ambiente.
Il Gran Premio è sponsorizzato da Heineken.
L'ex pilota di Formula 1, lo statunitense Danny Sullivan, è nominato commissario aggiunto per la gara. Ha svolto tale funzione anche in passato, l'ultima al Gran Premio del Messico 2019. Per questo Gran Premio è la casa automobilistica inglese Aston Martin a fornire la safety car e la medical car.

## Prove

### Resoconto
Nella prima sessione del venerdì Lewis Hamilton è il pilota migliore, battendo di pochi millesimi Max Verstappen. Subito dopo i due piloti che lottano per il titolo mondiale si sono inserite le due Ferrari, staccate di poco più di un decimo dal tempo del britannico.
La sessione è durata qualche minuto, per la necessità di mettere in sicurezza l'Aston Martin di Sebastian Vettel, che ha dovuto fermare la sua monoposto all'uscita dei box, per un guasto all'MGU-K. Si è verificato un principio d'incendio sulla vettura, che ha richiesto l'intervento dei commissari, tanto da dovere esporre la bandiera rossa che interrompe le prove. I commissari non sono potuti intervenire immediatamente per il rischio di una perdita di corrente.
La sessione è stata rilanciata per cinque minuti, sfruttati dai piloti per cercare il giro rapido, con gomme soft. In questa fase, con molto traffico in pista, si è verificata una situazione di pericolo, con Esteban Ocon che ha rischiato di essere tamponato da Lando Norris. Yuki Tsunoda non ha tempi cronometrati, dopo essersi fermato per un testacoda.
Al termine della prima sessione di prove libere del venerdì, Lando Norris e Esteban Ocon vengono convocati dai commissari sportivi in quanto il pilota francese ha ostacolato quello britannico, il quale si stava lanciando in un tentativo veloce. Ocon riceve un avvertimento.
Le Ferrari, già competitive nella sessione del mattino, vanno in cima alla classifica, nella sessione del pomeriggio, con Charles Leclerc che precede Carlos Sainz Jr. di poco più di un decimo e mezzo. Hamilton, il miglior della prima sessione, ha coperto pochissimi giri prima di parcheggiare la sua monoposto per un problema alla power unit. Anche in questo caso i commissari hanno sospeso la sessione, anche se solo per pochi minuti. Al terzo posto si è così inserito Esteban Ocon dell'Alpine.
Verstappen, secondo al mattino, è quinto, ma la Red Bull Racing ha impressionato nel ritmo di gara. L'olandese è stato anche penalizzato, nel tentativo veloce, dall'esposizione della seconda bandiera rossa del turno, dovuto a un'uscita di pista di Nikita Mazepin.
Al termine della seconda sessione di prove libere del venerdì sulle vetture di Lewis Hamilton, Daniel Ricciardo, Lance Stroll, Fernando Alonso, Esteban Ocon, Carlos Sainz Jr., Kimi Räikkönen, Antonio Giovinazzi, George Russell, Nicholas Latifi e Lando Norris vengono sostituite le trasmissioni. Nessun pilota, compreso Norris che ha dovuto sostituire la precedente trasmissione montata prima della disputa di sei gare di fila, è penalizzato sulla griglia di partenza in quanto hanno tutti utilizzato la precedente trasmissione per sei Gran Premi consecutivi.
Prima dell'inizio della terza sessione di prove libere del sabato, il pilota finlandese dell'Alfa Romeo Racing, Kimi Räikkönen, è costretto a saltare il resto del Gran Premio per via della positività al SARS-CoV-2. Viene sostituito dal pilota di riserva della scuderia, Robert Kubica, che ha preso parte all'ultima gara nel Gran Premio di Abu Dhabi 2019 con la Williams. Il team principal della scuderia britannica, Jost Capito, viene posto in isolamento dopo avere avuto un contatto ravvicinato con il pilota finlandese.
Max Verstappen viene convocato dai commissari sportivi per via di un sorpasso ai danni di Lance Stroll in regime di bandiera rossa, avvenuto durante la seconda sessione di prove. I commissari non infliggono nessuna penalità, riconoscendo il pilota non meritevole di una sanzione.
Sulla vettura di Yuki Tsunoda viene sostituito il turbocompressore e l'MGU-H, montando in entrambi i casi la terza unità. Sulle vetture di Sergio Pérez e Pierre Gasly vengono sostituiti gli impianti di scarichi, dove vengono montate le seste unità, così come sulla vettura di Fernando Alonso, dove viene installata la settima unità. Tutti i piloti non sono penalizzati sulla griglia di partenza in quanto tutti i nuovi componenti installati rientrano tra quelli sostituibili entro il numero massimo prestabilito.
Nella terza sessione di prove, Verstappen strappa la migliore prestazione, più veloce di oltre mezzo secondo su Bottas, e di quasi otto decimi su Hamilton. Il pilota di casa è stato l'unico a scendere sotto il minuto e dieci secondi. Hamilton, dal canto suo, ha voluto prendere maggior confidenza con il tracciato, girando a lungo.
Sainz Jr, secondo al pomeriggio del venerdì, è uscito di pista alla curva 3 (Hugenholtz), andando a sbattere violentemente contro le barriere. La sua Ferrari è danneggiata e ciò richiederà uno sforzo dei meccanici per potere essere nuovamente in pista per le qualifiche. L'incidente ha costretto i commissari a sospendere la sessione, per la quinta volta in totale nel corso delle tre sessioni di prove libere. La sessione è stata caratterizzata da delle folate di vento, che hanno reso instabile la guida ai piloti.

### Risultati
Nella prima sessione del venerdì si è avuta questa situazione:
| Pos | Nº | Pilota           | Costruttore           | Tempo    | Gap    | Giri |
| --- | -- | ---------------- | --------------------- | -------- | ------ | ---- |
| 1   | 44 | Lewis Hamilton   | Mercedes              | 1'11"500 |        | 17   |
| 2   | 33 | Max Verstappen   | Red Bull Racing-Honda | 1'11"597 | +0"097 | 18   |
| 3   | 55 | Carlos Sainz Jr. | Ferrari               | 1'11"601 | +0"101 | 19   |

Nella seconda sessione del venerdì si è avuta questa situazione:
| Pos | Nº | Pilota           | Costruttore    | Tempo    | Gap    | Giri |
| --- | -- | ---------------- | -------------- | -------- | ------ | ---- |
| 1   | 16 | Charles Leclerc  | Ferrari        | 1'10"902 |        | 29   |
| 2   | 55 | Carlos Sainz Jr. | Ferrari        | 1'11"056 | +0"154 | 28   |
| 3   | 31 | Esteban Ocon     | Alpine-Renault | 1'11"074 | +0"172 | 33   |

Nella sessione del sabato mattina si è avuta questa situazione:
| Pos | Nº | Pilota          | Costruttore           | Tempo    | Gap    | Giri |
| --- | -- | --------------- | --------------------- | -------- | ------ | ---- |
| 1   | 33 | Max Verstappen  | Red Bull Racing-Honda | 1'09"623 |        | 13   |
| 2   | 77 | Valtteri Bottas | Mercedes              | 1'10"179 | +0"556 | 17   |
| 3   | 44 | Lewis Hamilton  | Mercedes              | 1'10"417 | +0"794 | 22   |

## Qualifiche

### Resoconto
La Ferrari riesce a riparare in tempo la monoposto di Carlos Sainz Jr., che così può prendere parte alle qualifiche.
Sergio Pérez segna un primo rilievo significativo con 1'10"700, in seguito migliorato dal suo compagno di scuderia, Max Verstappen, in 1'10"036. Hamilton s'intercala fra i due, a 147 millesimi dall'olandese. Pierre Gasly si piazza terzo, davanti a Charles Leclerc e Valtteri Bottas. I due piloti della Mercedes sono gli unici a optare per l'uso di gomme medie. Bottas, con il secondo giro veloce, sale terzo; Nicholas Latifi prende il nono posto, davanti a Yuki Tsunoda, prima che Sainz Jr. si ponga davanti a questi due. Lando Norris, Esteban Ocon e Daniel Ricciardo risultano, invece, più staccati, e a rischio eliminazione.
Anche Sebastian Vettel è dietro, ma rimonta quinto. Meglio fa George Russell. La pista corta mantiene i distacchi minimi: il primo degli esclusi, provvisoriamente, è Lance Stroll, staccato di sette decimi dal miglior tempo. Poco dopo è Leclerc a inserirsi al comando, con 1'09"829, e Ricciardo rimonta sesto. Antonio Giovinazzi, che sembra molto competitivo su questo tracciato, è quarto. Anche Sainz Jr. scala di posizione, fino al secondo posto. Salgono anche Ocon, sesto, e Latifi, che porta la sua Williams al quinto posto. Vettel si trova davanti le due Haas, e rischia il tamponamento. All'ultimo tentativo Norris strappa la qualificazione a Pérez, primo degli esclusi, che ha un tempo di appena 0"701 più alto di quello di Leclerc. Oltre al messicano, sono eliminati Vettel, Kubica, Schumacher e Mazepin.
Nella seconda fase Latifi apre la lista dei tempi con 1'11"161. Il tempo, alto, è facilmente migliorato da Verstappen (1'09"071). Visto gli scarti molto ridotti tra le vetture, tutti i piloti montano gomme morbide. Hamilton si posiziona secondo, scalzando Russell, a sei decimi dal crono di Verstappen. Alle spalle del britannico si pongono Bottas e Giovinazzi. Stroll scala sesto, prima che Leclerc si piazzi secondo. Sainz Jr., invece, è dietro al duo della Mercedes. Chi fa meglio dello spagnolo è Gasly, terzo.
Ocon e Alonso entrano nella top 10, così come Ricciardo, che è sesto. Russell si migliora nei primi due settori, ma esce di pista nel terzo. La sua Williams colpisce le protezioni. La direzione di gara sospende la sessione con bandiera rossa, quando mancano poco meno di 4 minuti al termine della Q2. La sessione riprende, per poi essere nuovamente, e definitivamente, interrotta, per un incidente che coinvolge Latifi, l'altro pilota della scuderia di Grove, che esce alla curva 8 (Master). Non accedono alla fase decisiva Russell, Stroll, Norris, Latifi e Tsunoda.
Vista la necessità di riposizionare le barriere la sessione di qualifica riprende solo alle 16:07. In Q3 il primo pilota a chiudere il giro è Ricciardo (1'10"524), prima che Verstappen abbassi il limite a 1'08"923. A tre decimi dall'olandese si piazza Bottas. Il finlandese fa meglio, per un decimo, di Hamilton. Alle spalle dei primi tre ci sono le due Ferrari. Il tempo delle due vetture di Maranello è battuto da Gasly, che staccato di sette decimi dal tempo di Verstappen. Gasly, Leclerc e Sainz Jr. migliorano, nel loro secondo tentativo, ma restano in posizione di classifica congelata, quindi quarto, quinto e sesto.
Verstappen chiude con 1'08"885, senza nemmeno l'ausilio del DRS sul rettilineo principale; anche Hamilton si migliora, ma resta a 38 millesimi dall'olandese. Verstappen coglie la sua decima pole position nel mondiale. Per la prima volta un pilota di casa conquista la partenza al palo nel Gran Premio d'Olanda.
Al termine delle qualifiche Sebastian Vettel, Nikita Mazepin e Mick Schumacher vengono convocati dai commissari sportivi in quanto i due piloti della Haas hanno ostacolato il pilota dell'Aston Martin, guidando troppo lentamente, durante la Q1. I commissari decidono di non prendere provvedimenti verso il duo della Haas.

### Risultati
Nella sessione di qualifica si è avuta questa situazione:
| Pos                         | Nº | Pilota             | Costruttore               | Q1       | Q2       | Q3       | Griglia |
| --------------------------- | -- | ------------------ | ------------------------- | -------- | -------- | -------- | ------- |
| 1                           | 33 | Max Verstappen     | Red Bull Racing-Honda     | 1'10"036 | 1'09"071 | 1'08"885 | 1       |
| 2                           | 44 | Lewis Hamilton     | Mercedes                  | 1'10"114 | 1'09"726 | 1'08"923 | 2       |
| 3                           | 77 | Valtteri Bottas    | Mercedes                  | 1'10"219 | 1'09"769 | 1'09"222 | 3       |
| 4                           | 10 | Pierre Gasly       | AlphaTauri-Honda          | 1'10"274 | 1'09"541 | 1'09"478 | 4       |
| 5                           | 16 | Charles Leclerc    | Ferrari                   | 1'09"829 | 1'09"437 | 1'09"527 | 5       |
| 6                           | 55 | Carlos Sainz Jr.   | Ferrari                   | 1'10"022 | 1'09"870 | 1'09"537 | 6       |
| 7                           | 99 | Antonio Giovinazzi | Alfa Romeo Racing-Ferrari | 1'10"050 | 1'10"033 | 1'09"590 | 7       |
| 8                           | 31 | Esteban Ocon       | Alpine-Renault            | 1'10"179 | 1'09"919 | 1'09"933 | 8       |
| 9                           | 14 | Fernando Alonso    | Alpine-Renault            | 1'10"435 | 1'10"020 | 1'09"956 | 9       |
| 10                          | 3  | Daniel Ricciardo   | McLaren-Mercedes          | 1'10"255 | 1'09"865 | 1'10"166 | 10      |
| 11                          | 63 | George Russell     | Williams-Mercedes         | 1'10"382 | 1'10"332 | N.D.     | 11      |
| 12                          | 18 | Lance Stroll       | Aston Martin-Mercedes     | 1'10"438 | 1'10"367 | N.D.     | 12      |
| 13                          | 4  | Lando Norris       | McLaren-Mercedes          | 1'10"489 | 1'10"406 | N.D.     | 13      |
| 14                          | 6  | Nicholas Latifi    | Williams-Mercedes         | 1'10"093 | 1'11"161 | N.D.     | PL      |
| 15                          | 22 | Yuki Tsunoda       | AlphaTauri-Honda          | 1'10"462 | 1'11"314 | N.D.     | 14      |
| 16                          | 11 | Sergio Pérez       | Red Bull Racing-Honda     | 1'10"530 | N.D.     | N.D.     | PL      |
| 17                          | 5  | Sebastian Vettel   | Aston Martin-Mercedes     | 1'10"731 | N.D.     | N.D.     | 15      |
| 18                          | 88 | Robert Kubica      | Alfa Romeo Racing-Ferrari | 1'11"301 | N.D.     | N.D.     | 16      |
| 19                          | 47 | Mick Schumacher    | Haas-Ferrari              | 1'11"387 | N.D.     | N.D.     | 17      |
| 20                          | 9  | Nikita Mazepin     | Haas-Ferrari              | 1'11"875 | N.D.     | N.D.     | 18      |
| Tempo limite 107%: 1'14"717 |    |                    |                           |          |          |          |         |

In grassetto sono indicate le migliori prestazioni in Q1, Q2 e Q3.

## Gara

### Resoconto

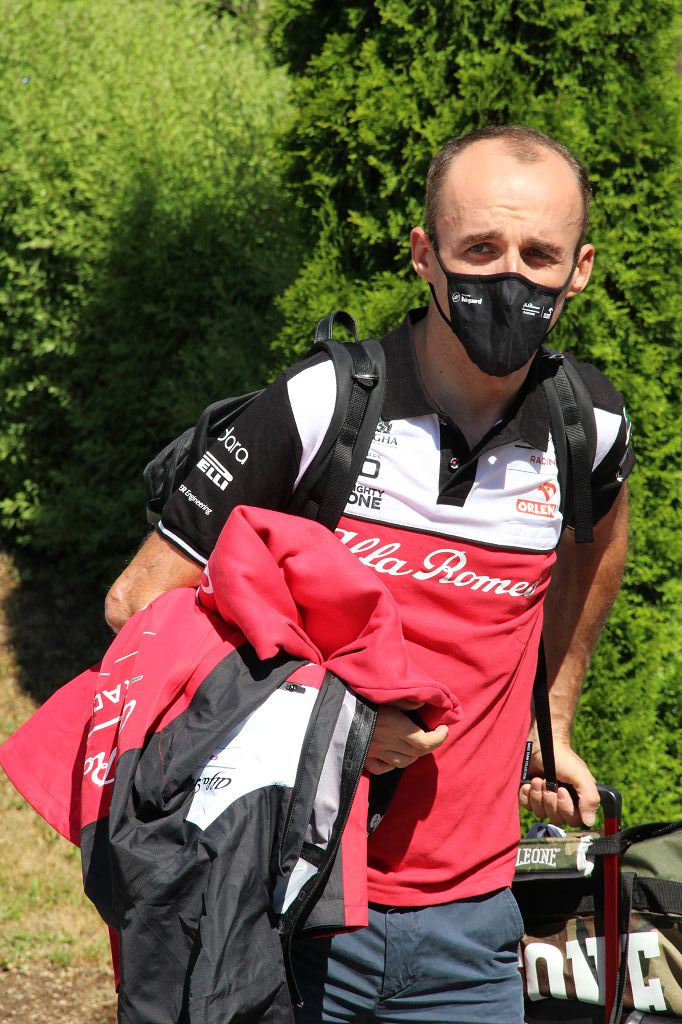
Robert Kubica ricopre il ruolo di titolare all'Alfa Romeo Racing, sostituendo Kimi Räikkönen, risultato positivo al SARS-CoV-2.

Sergio Pérez e Nicholas Latifi partono dalla pit lane: il primo per la sostituzione del sistema del recupero dell'energia, il secondo per la sostituzione dall'ala anteriore.
Allo spegnimento dei semafori Max Verstappen tiene il comando della gara, seguito da Lewis Hamilton. Dietro Valtteri Bottas mantiene la terza posizione, davanti a Pierre Gasly. Fernando Alonso, scattato dalla nona posizione, sale settimo, alle spalle delle due Ferrari. I primi due mantengono un ritmo molto alto, ma Hamilton non riesce ad avvicinarsi a Verstappen. Nell'ottavo giro Pérez è costretto a una sosta ai box, dopo avere rovinato una gomma in una staccata, nel tentativo di passare Nikita Mazepin.
Al quattordicesimo giro il margine di Verstappen su Hamilton è di tre secondi e mezzo. Il resto del gruppo è staccato: Bottas è a oltre nove secondi dal leader, mentre gode di un margine di 14 su Gasly. Hamilton decide di anticipare la sosta al ventesimo giro, montando gomme medie. Verstappen marca il suo avversario, e si ferma nel giro successivo: anche l'olandese decide per le mescole medie. Il pit stop della Red Bull Racing è di un secondo migliore di quello della Mercedes, ma ciò non impedisce a Hamilton di limare a meno di due secondi il suo distacco dall'olandese. Il comando della gara è preso da Bottas.
Gasly si ferma al ventiquattresimo giro e opta per le coperture a mescola media. Il francese rientra in gara settimo. Bottas, in crisi con le gomme, vede assottigliarsi il suo vantaggio su Verstappen e Hamilton, molto velocemente. Nel frattempo Gasly risale sesto, passando Alonso, alla prima curva. Al trentesimo passaggio Verstappen, sfruttando un piccolo errore di guida di Bottas nel giro precedente, passa il finlandese sul rettifilo di partenza. Pochi metri dopo Bottas cede la posizione anche al compagno di scuderia Hamilton. Nel giro seguente anche il finlandese si ferma ai box per il cambio gomme. Tra il trentunesimo e trentaquattresimo giro si fermano invece le due Ferrari, che montano le gomme hard.
Verstappen guida la gara, con un secondo e mezzo di margine su Hamilton, 24 su Bottas, 46 su Gasly, e quasi un minuto su Leclerc. Hamilton, per cercare di avere una chance nel superare Verstappen, effettua una seconda sosta, al trentanovesimo giro. Il britannico sceglie le gomme medie, ma rientra tra dei doppiati che ne vanificano l'opportunità di avvicinarsi al leader della gara. Per sicurezza la Red Bull Racing richiama ancora Verstappen ai box: non avendo più gomme medie disponibili, l'olandese monta la mescola dura.
Hamilton, sfruttando anche dei doppiaggi, riesce a portarsi a meno di un secondo e mezzo da Verstappen, quando mancano 15 giri al termine della gara. Il ritmo del campione del mondo non è però sufficiente per attaccare l'olandese. Negli stessi giri Pérez, che si è fermato per mettere gomme soft, è autore di una bella rimonta. Passa le due McLaren e Esteban Ocon, fino a salire all'ottavo posto. Al sessantottesimo giro Bottas viene richiamato ai box. Nei giri successivi il pilota della Mercedes è capace di strappare il giro veloce, e conseguente punto addizionale, al compagno di scuderia, Hamilton. Ciò costringe la scuderia tedesca a richiamare il campione del mondo, per un'ulteriore sosta. Con gomme morbide il britannico è comunque capace, all'ultimo giro, di riprendersi il punto per il giro veloce. Nelle ultime fasi della gara Fernando Alonso strappa la sesta posizione a Sainz Jr..
Verstappen conquista il suo diciassettesimo Gran Premio valido quale prova del campionato mondiale, davanti al duo della Mercedes. È il primo pilota dei Paesi Bassi capace di vincere il Gran Premio nazionale.

### Risultati
I risultati del Gran Premio sono i seguenti:
| Pos | Nº | Pilota             | Costruttore               | Giri | Tempo/Ritiro       | Griglia | Punti |
| --- | -- | ------------------ | ------------------------- | ---- | ------------------ | ------- | ----- |
| 1   | 33 | Max Verstappen     | Red Bull Racing-Honda     | 72   | 1h30'05"395        | 1       | 25    |
| 2   | 44 | Lewis Hamilton     | Mercedes                  | 72   | +20"932            | 2       | 19    |
| 3   | 77 | Valtteri Bottas    | Mercedes                  | 72   | +56"460            | 3       | 15    |
| 4   | 10 | Pierre Gasly       | AlphaTauri-Honda          | 71   | +1 giro            | 4       | 12    |
| 5   | 16 | Charles Leclerc    | Ferrari                   | 71   | +1 giro            | 5       | 10    |
| 6   | 14 | Fernando Alonso    | Alpine-Renault            | 71   | +1 giro            | 9       | 8     |
| 7   | 55 | Carlos Sainz Jr.   | Ferrari                   | 71   | +1 giro            | 6       | 6     |
| 8   | 11 | Sergio Pérez       | Red Bull Racing-Honda     | 71   | +1 giro            | PL      | 4     |
| 9   | 31 | Esteban Ocon       | Alpine-Renault            | 71   | +1 giro            | 8       | 2     |
| 10  | 4  | Lando Norris       | McLaren-Mercedes          | 71   | +1 giro            | 13      | 1     |
| 11  | 3  | Daniel Ricciardo   | McLaren-Mercedes          | 71   | +1 giro            | 10      |       |
| 12  | 18 | Lance Stroll       | Aston Martin-Mercedes     | 70   | +2 giri            | 12      |       |
| 13  | 5  | Sebastian Vettel   | Aston Martin-Mercedes     | 70   | +2 giri            | 15      |       |
| 14  | 99 | Antonio Giovinazzi | Alfa Romeo Racing-Ferrari | 70   | +2 giri            | 7       |       |
| 15  | 88 | Robert Kubica      | Alfa Romeo Racing-Ferrari | 70   | +2 giri            | 16      |       |
| 16  | 6  | Nicholas Latifi    | Williams-Mercedes         | 70   | +2 giri            | PL      |       |
| 17  | 63 | George Russell     | Williams-Mercedes         | 69   | Cambio             | 11      |       |
| 18  | 47 | Mick Schumacher    | Haas-Ferrari              | 69   | +3 giri            | 17      |       |
| Rit | 22 | Yuki Tsunoda       | AlphaTauri-Honda          | 48   | Power unit         | 14      |       |
| Rit | 9  | Nikita Mazepin     | Haas-Ferrari              | 41   | Problemi idraulici | 18      |       |

Lewis Hamilton riceve un punto addizionale per avere segnato il giro più veloce della gara.

## Classifiche mondiali

### Piloti
| Pos | Pilota             | Punti |
| --- | ------------------ | ----- |
| 1   | Max Verstappen     | 224,5 |
| 2   | Lewis Hamilton     | 221,5 |
| 3   | Valtteri Bottas    | 123   |
| 4   | Lando Norris       | 114   |
| 5   | Sergio Pérez       | 108   |
| 6   | Charles Leclerc    | 92    |
| 7   | Carlos Sainz Jr.   | 89,5  |
| 8   | Pierre Gasly       | 66    |
| 9   | Daniel Ricciardo   | 56    |
| 10  | Fernando Alonso    | 46    |
| 11  | Esteban Ocon       | 44    |
| 12  | Sebastian Vettel   | 35    |
| 13  | Yuki Tsunoda       | 18    |
| 14  | Lance Stroll       | 18    |
| 15  | George Russell     | 13    |
| 16  | Nicholas Latifi    | 7     |
| 17  | Kimi Räikkönen     | 2     |
| 18  | Antonio Giovinazzi | 1     |

### Costruttori
| Pos | Costruttore               | Punti |
| --- | ------------------------- | ----- |
| 1   | Mercedes                  | 344,5 |
| 2   | Red Bull Racing-Honda     | 332,5 |
| 3   | Ferrari                   | 181,5 |
| 4   | McLaren-Mercedes          | 170   |
| 5   | Alpine-Renault            | 90    |
| 6   | AlphaTauri-Honda          | 84    |
| 7   | Aston Martin-Mercedes     | 53    |
| 8   | Williams-Mercedes         | 20    |
| 9   | Alfa Romeo Racing-Ferrari | 3     |